# Sarotherodon melanotheron
Espèce
Statut de conservation UICN

 LC  : Préoccupation mineure
Sarotherodon melanotheron est une espèce de poissons d'eau douce et saumâtre de la famille des Cichlidae.
Ce poisson, appelé Blackchin tilapia en anglais et ปลาหมอคางดำ en thaï, est une espèce qui peut être envahissante et très nuisible à la biodiversité.

## Description
« Chez les adultes, des taches sombres sont généralement présentes sur la partie inférieure de la tête, sur le cleithrum et sur les extrémités des nageoires caudale et dorsale molle ; quelques taches irrégulières et asymétriques sont visibles sur les flancs, formant des barres verticales. Une tache médiane ou barre transversale est assez constante au niveau du cou. »

— Trewavas, E. 1983. Tilapiine fishes of the genera Sarotherodon, Oreochromis, and Danakilia. British Museum, London, U.K. Lisible sur https://www.biodiversitylibrary.org/item/215113 (consulté le 2 Avril 2024).
Le tilapia Sarotherodon melanotheron a une espérance de vie de 9 ans et il peut mesurer jusqu'à 25 cm de long.

## Répartition

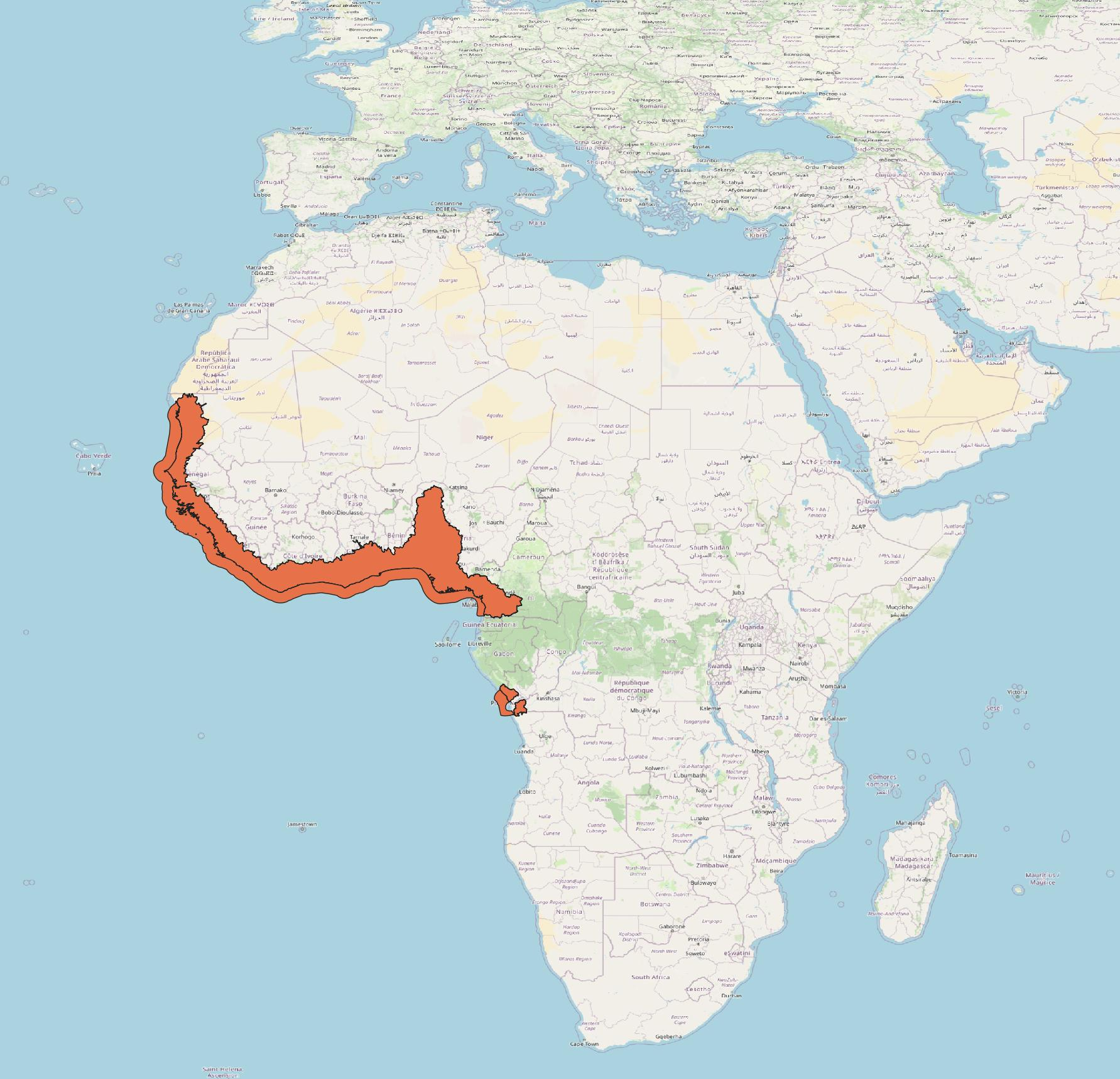
Aire de répartition native de S. melanotheron selon l'UICN (2024).

L'espèce est native en Afrique de l'Ouest et est présente dans les bassins versants côtiers du Sud du Sénégal jusqu'au Nord de l'Angola. Ce taxon se rencontre dans les pays suivants : Bénin, Cameroun, Côte d'Ivoire, Gambie, Ghana, Guinée-Bissau, Guinée, Liberia, Mauritanie, Nigeria, République du Congo, République démocratique du Congo, Sierra Leone, Sénégal, Togo. Elle a été introduite à différents endroits et est connue pour s'être au moins établie en Floride (États-Unis), en République Dominicaine et en Thaïlande. Voir l'aire de distribution native sur la figure.

## Habitat
L'espèce vit en eau douce et saumâtre et peut tolérer de très fortes salinités, elle est classée parmi les espèces « Estuariennes strictes » (Es) dans la classification d'Albaret pour les poissons des milieux estuariens et lagunaires d'Afrique de l'Ouest et « Freshwater immigrant » dans celle de Whitfield.

## Biologie

### Reproduction
Les S. melanotheron sont des incubateurs buccaux, dont les œufs sont portés par les mâles,. Les femelles pondent à partir de l'âge de un an leurs œufs dans l'eau peu profonde près du rivage. Il y a jusqu'à 900 œufs par ponte et les femelles peuvent pondre tous les 22 jours d'où une rapide prolifération de l'espèce possible. C'est la femelle qui prend les devants lors de la parade nuptiale, en creusant un nid et en menant les activités d'accouplement. Le mâle réagit de manière passive et un couple se forme. Il y a peu de différences entre les mâles et les femelles, et ils ne prennent pas une position particulière pendant la fécondation.

### Régime alimentaire
L'espèce est classée parmi les herbivores à prédominance phyto-planctonophage ou micro-phytophage.

### Capacités auditives
En 2021, S. melanotheron fait partie des rares (13 sur environ 1 700) espèces de Cichlidés dont l'audition a été mesurée, et la seule dont les seuils auditifs aient été déterminés de manière comportementale, toutes les autres espèces ayant fait l'objet d'une étude électrophysiologique à l'aide de techniques d'enregistrement des potentiels.Les seuils auditifs chez S. melanotheron ont été déterminés en utilisant une méthode de conditionnement dans laquelle les animaux apprenaient à nager à travers une barrière afin d'échapper ou d'éviter un choc électrique après l'apparition d'un signal acoustique. Les données semblent indiquer l'absence d'une bande critique et donc de la capacité à discriminer les fréquences chez cette espèce de cichlidés, ce qui contraste avec les résultats obtenus chez d'autres groupes de poissons comme le poisson rouge (Cypriniformes).

## Une espèce envahissante nuisible
En 2010, le conglomérat de l'agrobusiness Charoen Pokphand importe en Thaïlande des tilapias Sarotherodon melanotheron et est peut être à l'origine de l'invasion de cette espèce dans les rivières du pays,. En 2024, une campagne d'éradication est entreprise par la Thaïlande mais le succès de cette opération de sauvegarde de l'environnement et de la biodiversité n'est pas garanti,,. En 2025, le tribunal civil de Bangkok Sud accepte une action collective intentée contre le géant de l'agroalimentaire Charoen Pokphand Food (CP Food).

## Systématique
Le nom valide complet (avec auteur) de ce taxon est Sarotherodon melanotheron Rüppell, 1852.
Sarotherodon melanotheron a pour synonymes :
- Sarotherodon melanotheron heudelotii (Duméril, 1861)
- Sarotherodon melanotheron leonensis (Thys van den Audenaerde, 1971)
- Sarotherodon melanotheron melanotheron Rüppell, 1852
- Sarotherodon melanotheron paludinosus Trewavas, 1983
- Tilapia heudelotii heudelotii Duméril, 1861
- Tilapia heudelotii macrocephala (Bleeker, 1862)
- Tilapia multifasciata macrostoma Pellegrin, 1941
- Chromis heudelotii (Duméril, 1861)
- Chromis macrocephalus Bleeker, 1862
- Chromis microcephalus Günther, 1862
- Melanogenes macrocephalus Bleeker, 1863
- Melanogenes microcephalus Bleeker, 1863
- Tilapia heudeloti Duméril, 1861
- Tilapia heudelotii Duméril, 1861
- Tilapia leonensis Thys van den Audenaerde, 1971
- Tilapia macrocephala (Bleeker, 1862)
- Tilapia melanotheron (Rüppell, 1852)
- Tilapia microcephala (Günther, 1862)
- Tilapia rangii Duméril, 1861

## Publication originale
- (en) Eduard Rüppell, Verzeichniss der in dem Museum der Senckenbergischen naturforschenden Gesellschaft aufgestellten Sammlungen. Vierte Abtheilung: Fische und deren Skelette, 1852, Francfort-sur-le-Main, i-iv + 1-40. [lire en ligne (page consultée le 01 avril 2024)]

## Étymologie
Pour le genre, Sarotherodon. D'après FishBase  : le nom vient du grec, saros (σάρος), -ou = sciure de bois + ther = animal (θηρ) et odous (οδούς) = dents. D'après ETYFish : sarothron, brosse ; odon, dent, se réfère aux dents fines, semblables à des brosses, situées dans les mâchoires et flexibles au toucher, par rapport aux dents plus grossières et fixes du Tilapia.
Pour le nom d'espèce, d'après ETYFish, melanotheron viendrait du grec melanos (μέλανος), noir et anthereon, menton, en référence aux marques noires plus ou moins intenses sur la mâchoire inférieure des adultes.